# Lesticus magnus
Lesticus magnus es una especie de escarabajo del género Lesticus, familia Carabidae. Fue descrita científicamente por Motschulsky en 1861.
Se distribuye por Asia: Japón, Corea y China. La especie habita en árboles caídos, campos de cultivos, lecho de un río, pastizales, montículos, huertos, bosques caducifolios, el forraje, bosques secundarios, parques urbanos y la vegetación baja.